# 2006年トロムスの火球
座標: 北緯34度 東経21度 / 北緯34度 東経21度
2006年トロムスの火球（2006ねんトロムスのかきゅう）は、ノルウェー北部で目撃された小天体衝突と思われる爆発である。
2006年6月7日午前2時、爆発音はトロムス地方の100km以上の広い地域で聞かれ、白夜の空に天体が残した雲は、各地で撮影された。2時13分25秒にカラショークにあるノルウェー地震研究所 (Norwegian Seismic Array: NORSAR) は衝撃波を記録し、当初、広島型原爆級の爆発であったと報じられたが、後にこの見積もりは広島型原爆の1/20から1/100の規模であったとアメリカ合衆国の研究者によって修正された。
元々の天体の質量は2-10トン（直径1-2m）と推定され、20-1,000kgが地表に隕石として落下した可能性もあった。しかし、高価な隕石を求めて Reisadalen の付近を人々が探索したが、隕石は発見されていない。